# Andrew Eastman Duncanson
Andrew Eastman Duncanson CBE DSO MID, kanadski general in borzni posrednik, * 14. oktober 1888, † 7. marec 1987.